# Ђарина (Падова)
Ђарина је насеље у Италији у округу Падова, региону Венето.
Према процени из 2011. у насељу је живело 24 становника. Насеље се налази на надморској висини од 13 м.